# Dwór w Komornikach
Dwór w Komornikach – zabytkowy dwór wybudowany w miejscowości Komorniki.
Dwór z XVIII w., przebudowany w końcu XIX w. wchodzi w skład zespołu dworsko-folwarcznego:
- budynek mieszkalno-gospodarczy z 1888 r.
- obora z 1888 r.
- stajnia z 1888 r., przebudowana w XX w.
- dom mieszkalny z drugiej połowy XIX w., przebudowany XX w.
- gołębnik z 1888 r.
- gorzelnia z 1888 r.
- magazyn gorzelni z 1888 r.
- brama przy gorzelni z czwartej ćwierci XIX w.
- aleja lipowa i szpaler dębowy z XIX w.